# Медио-Атрато
Медио-Атрато (исп. Medio Atrato) —муниципалитет на западе Колумбии, на территории департамента Чоко. Входит в состав субрегиона Атрато. Административный центр — посёлок Бете.

## История
Муниципалитет Медио-Атрато был выделен в отдельную административную единицу 23 июня 1999 года.

## Географическое положение

Муниципалитет Медио-Атрато

Граничит на западе и юге, западе и северо-западе с территорией муниципалитета Бахо-Атрато, на северо-западе — с муниципалитетом Кибдо, на севере — с территорией департамента Антьокия. Площадь муниципалитета составляет 562 км².

## Население
По данным Национального административного департамента статистики Колумбии, численность населения муниципалитета в 2015 году составляла 29 487 человек.
Динамика численности населения муниципалитета по годам:
| 2005   | 2006   | 2007   | 2008   | 2009   | 2010   | 2011   | 2012   | 2013   | 2014   | 2015   |
| ------ | ------ | ------ | ------ | ------ | ------ | ------ | ------ | ------ | ------ | ------ |
| 21 037 | 21 785 | 22 528 | 23 297 | 24 106 | 24 941 | 25 811 | 26 696 | 27 602 | 28 531 | 29 487 |

Согласно данным переписи 2005 года мужчины составляли 51 % от населения Медио-Атрато, женщины — соответственно 49 %. В расовом отношении негры, мулаты и райсальцы составляли 93 % от населения муниципалитета; индейцы — 6,9 %; белые и метисы — 0,1 %.
Уровень грамотности среди всего населения составлял 61,4 %.